# Wertatscha
Wertatscha (también Vertatscha, esloveno: Vrtača) es una montaña de 2180 m sobre el nivel del mar (AA), en los Karavanke, en la frontera entre Austria y Eslovenia. En el antiguo dialecto alpino alemán también se llamaba Deutscher Berg ("montaña alemana", Nemška gora en esloveno) o Zinnenwand. Otros nombres son Meniška gora (Mönchsberg) y Rtača. 

## Ubicación y alrededores

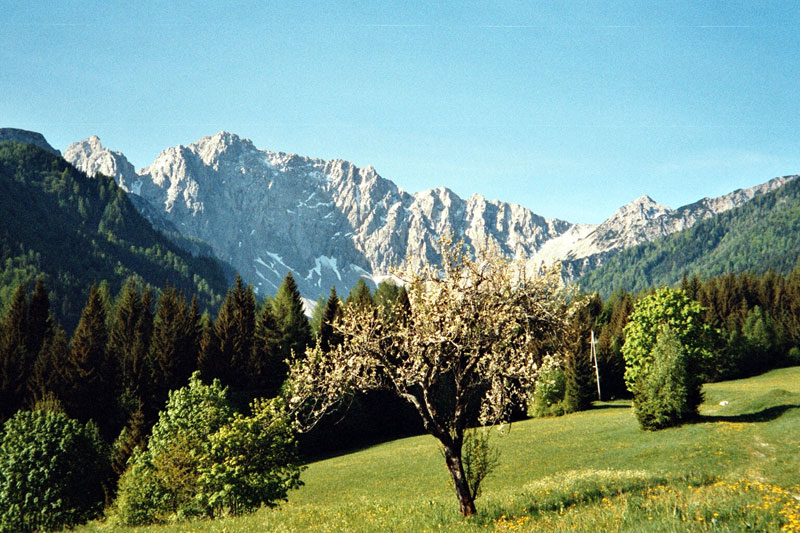
Vista de Vertatscha desde Bodental (extremo sur de Bodental).

El Wertatscha se encuentra en la cadena principal de los Karavanke, que aquí marca la frontera entre Austria (municipio de Ferlach) y Eslovenia (municipio de Žirovnica). Al norte, la montaña desciende en escarpadas paredes rocosas de hasta 600 metros de altura hacia el valle de Bodental, por encima de Windisch Bleiberg; la cara sur es más suave. Al oeste, el macizo de Wertatscha está delimitado por el collado de Bleischitz (1840 m), debajo del cual se encuentra el refugio Klagenfurter, una base importante para el ascenso a la montaña. Hacia el noreste, la cadena continúa por el collado de Pautzscharte (1950 m) hasta el Pautz (esloveno: Zelenjak, 2024 m) y el Selenitza (2025 m). Al este, el Wertatscha desciende por una pared de roca hasta el circo de Suho ruševje. Al sureste se encuentra el refugio de Dom na Zelenici, otro importante punto de partida, a 1536 metros de altura en la cima del Selenitza.

## Rutas a la cumbre
Desde el collado de Bielschitza, un sendero visible conduce a la cima en unas 2 horas, pasando por las laderas suroccidentales cubiertas de esquisto. La subida, bastante más larga, desde el collado de Selenitza por la ladera sur de la montaña está parcialmente señalizada. El barranco del noroeste desde el circo de Suho-ruševje, con un grado de escalada II, la rama del sureste (también II) y la rama occidental de la silla de Bielschitza (III) son mucho más difíciles.
La cara norte del Wertatscha tiene un significado especial para el alpinismo. En 1902 Eduard Pichl logró realizar la primera ascensión de esta cara que tiene un grado de escalada de IV. Hoy en día hay muchas otras rutas de escalada, muchas en los grados IV y V. Históricamente importante fue el primer ascenso del pináculo noroeste por Kurt Maix en 1925. Esta fue la primera vez que se logró una escalada de grado V en los Karavanke. La cara este ofrece varias rutas de escalada más cortas, que se abrieron a fines del siglo XX.

## Incidentes
El 21 de septiembre de 2016 se produjeron desprendimientos de rocas en el Cirque Wertatscha. La nube de polvo llegó hasta Klagenfurter Hut y las rutas de senderismo se cerraron como medida de precaución.